# Ormylia
Ormylia (Grieks: Ορμύλια) is een deelgemeente (dimotiki enotita) van de gemeente (dimos) Polygyros, in de Griekse bestuurlijke regio (periferia) Centraal-Macedonië. De plaats telt 10.721 inwoners.